# Ranunculus pedatifidus
Ranunculus pedatifidus är en ranunkelväxtart som beskrevs av James Edward Smith. Ranunculus pedatifidus ingår i släktet ranunkler, och familjen ranunkelväxter. Utöver nominatformen finns också underarten R. p. affinis.

## Bildgalleri

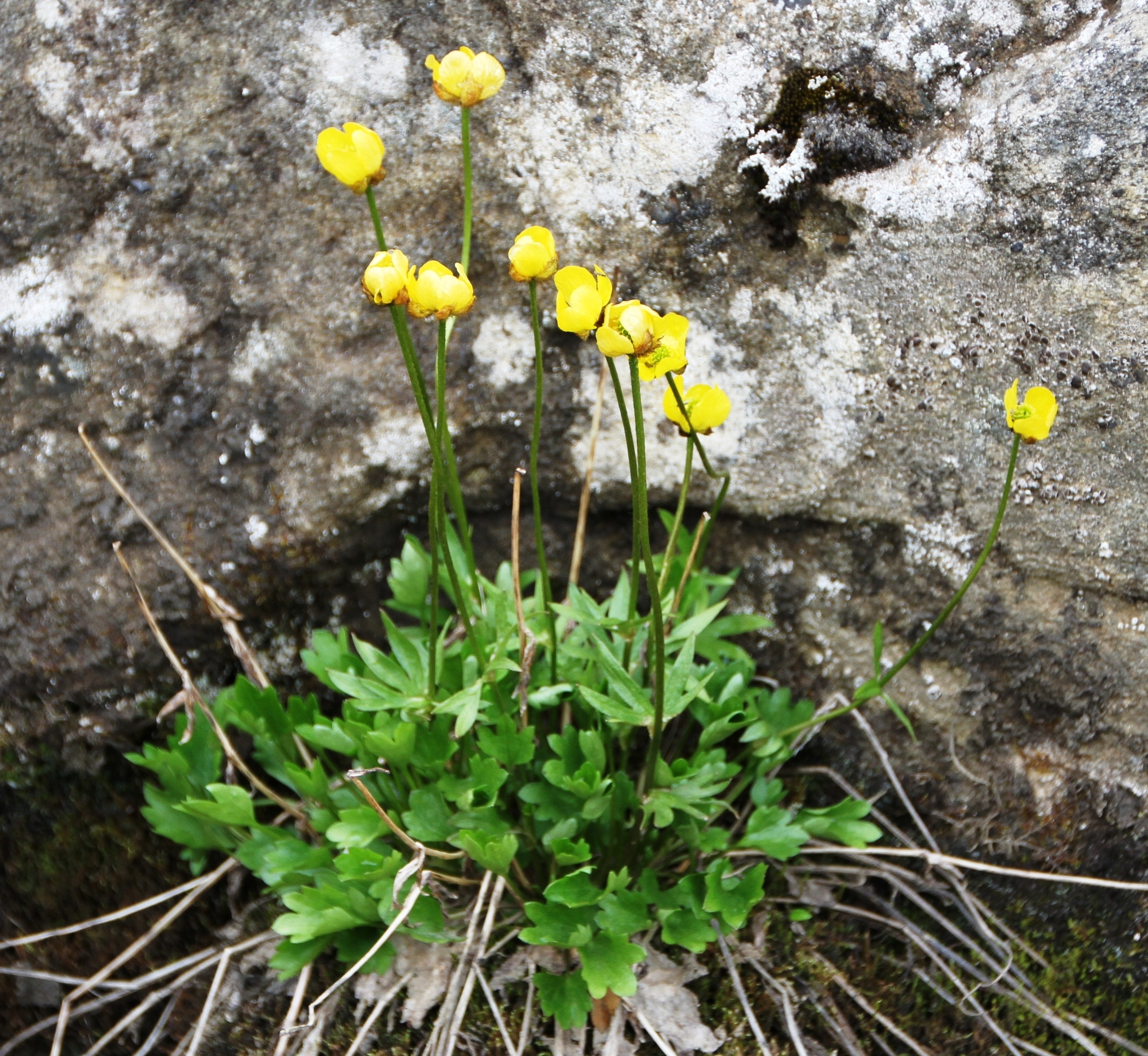
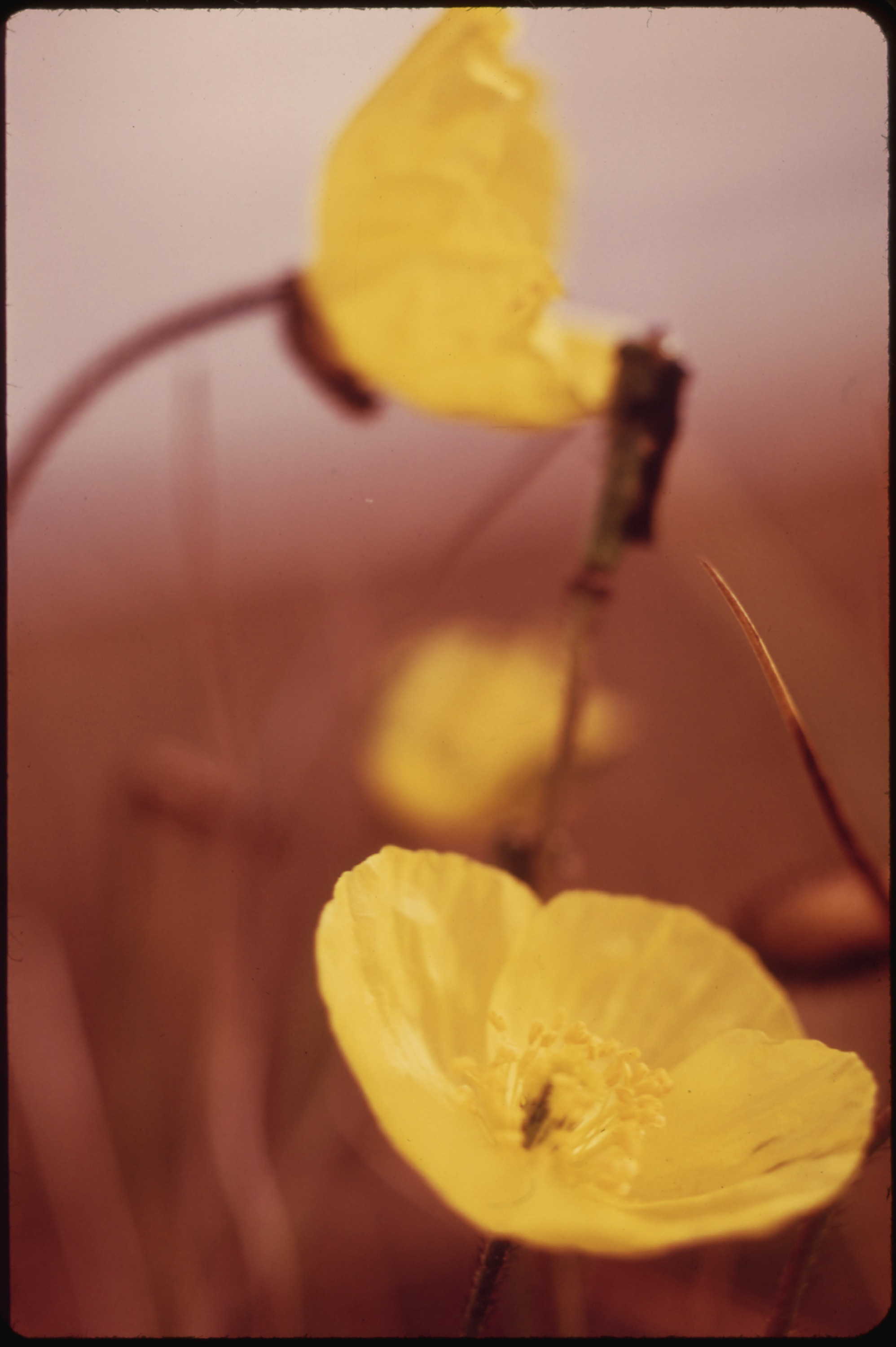